# Хуан Родригез де Фонсека
Хуан Родригез де Фонсека (шп. Juan Rodríguez de Fonseca; 1451 — 12. новембар 1524) био је шпански надбискуп и краљевски саветник задужен за најранију фазу колонизације Америке. У историји је најбоље запамћен као заклети непријатељ Кристифора Колумба.

## Биографија
Фонсека је рођен 1451. у шпанском градићу Торо, у покрајини Замора, као млађи син у великашкој породици, која је била довољно утицајна да му обезбеди место свештеника на двору краљице Изабеле. До 1492. постао је бискуп Бургоса, истакао се у дипломатској служби и уживао је већи број бенефиција са знатним приходима.

### Краљевски саветник за Индију
Фонсека је био присутан када је Колумбо стигао на краљевски двор да извештава о свом првом путовању у Америку, а 20. маја 1493. монарси су именовали Фонсеку да састави флоту у Севиљи за друго Колумбово путовање. Свакако је успео - флота је бројала седамнаест бродова и 1200 људи - али Колумбо је тражио мању флоту која је могла одмах да пође. Двојица људи су од тада била у сукобу, јер су монарси поверили Фонсеки одговорност за надгледање европске стране трансатлантске трговине Шпаније.
У априлу 1495. Фонсека је успоставио прописе и процедуре за трговину са Америкама. То укључује владине уговоре са акционарским друштвима за систематско истраживање јужноамеричке обале (ове експедиције се зову андалузијска путовања), ограничења америчке трговине у луке где би краљевски царински службеници могли да прегледају терет, слање краљевских царинских службеника у Америку да прегледају утовар и истовар терета тамо, и издавање владиних дозвола за појединце да путују у Америку.
Трговина Америке је толико порасла да су 1. јануара 1503, монарси су основали огранак краљевске ризнице, Кућу Трговине у Севиљи за смештај царине, ковнице новца, навигације, издавања дозвола и судске канцеларије. Фонсека је вероватно препоручио прописе који су ступили на снагу тог датума, као и проширене и ревидиране прописе за Кућу Трговине који су издати 13. јуна 1510. и 18. марта 1511. Фонсека је обликовао политику за сву трговину Америке до његове смрти 1523. Следеће године, Карло V је створио краљевско веће, Савет за Индију, да замени положај који је имао Фонсека.

### Остале дужности
Иако је Америка била главна Фонсекина одговорност, он је такође обављао многе дипломатске задатке за монархе и напредовао је у цркви. Пратио је чланове краљевске породице у Холандију и Енглеску 1499, 1500. и 1501. године; био сведок тестамента краљице Изабеле 1504. и пренео вест о њеној смрти у Холандију; исповедио краља Фернанда на самрти 1516; и дочекао новог краља Карла у Агилару 1517. Године 1518. организовао је флоту за експедицију Фердинанда Магелана да оплови свет, а следеће године је организовао флоту која је превезла краљевски двор у Немачку на Карлово крунисање.

### Однос са савременицима
Као краљевски саветник за Индију, чији је задатак био да сачува краљевске приходе из америчких колонија колонија пре свега, Фонсека је правио небројене тешкоће Кристифору Колумбу, Ернану Кортесу, Бартоломеу де лас Казасу и другим људима од акције у Новом свету. Са друге стране, у њиховим списима приказан је изразито негативни, као суров, ситничав и похлепан дворанин, смртни непријатељ правих истраживача и освајача без којих не би било шпанске империје у Америци.